# بلانش سيويل
بلانش سيويل (بالإنجليزية: Blanche Sewell)‏ هي مونتيرة أمريكية، ولدت في 27 أكتوبر 1898 في مقاطعة نوبيل في الولايات المتحدة، وتوفيت في 2 فبراير 1949 في بربانك في الولايات المتحدة.

## وصلات خارجية
- بلانش سيويل على موقع IMDb (الإنجليزية)
- بلانش سيويل على موقع ألو سيني (الفرنسية)
- بلانش سيويل على موقع أول موفي (الإنجليزية)
- بلانش سيويل على موقع قاعدة بيانات الأفلام السويدية (السويدية)
- بلانش سيويل على موقع قاعدة بيانات الفيلم (الإنجليزية)
- بلانش سيويل على موقع كينوبويسك (الروسية)